# Spoorlijn Trebišov – Vranov nad Topľou
De spoorlijn Trebišov – Vranov nad Topľou (lijn nummer 192) is een regionale enkelsporige lijn in het oosten van Slowakije. Ze begint bij het treinstation van Trebišov, waar ze afsplitst van de lijn Michaľany – Łupków. Ze leidt door de Oost-Slowaakse laaglanden in noordelijke richting via Sečovce naar Vranov nad Topľou.

## Geschiedenis
De eerste plannen voor een spoorweg tussen de steden Trebišov en Vranov nad Topľou werden kort voor 1900 gemaakt. Belangrijke initiatieven daartoe werden genomen door de gemeente Sečovce. Ook een adellijke familie in het gebied van het huidige Oost-Slowakije, met name de familie Andrássy, was bij het project betrokken. De vraag voor de aanleg van de lijn kaderde in een poging om het plaatselijk transport van landbouwproducten te optimaliseren, en in het bijzonder het vervoer van suikerbieten naar de suikerfabriek in Trebišov.
Op 29 april 1903 werd door het Hongaarse Ministerie van Handel een concessie voor de aanleg van de lijn verleend aan ondernemer Ignaca Pallos uit Boedapest. Deze zakenman richtte voor de exploitatie de "Tőketerebes-Varranó helyi érdekú vasut" op (vertaald: "Lokale spoorweg van Trebišov naar Vranov").

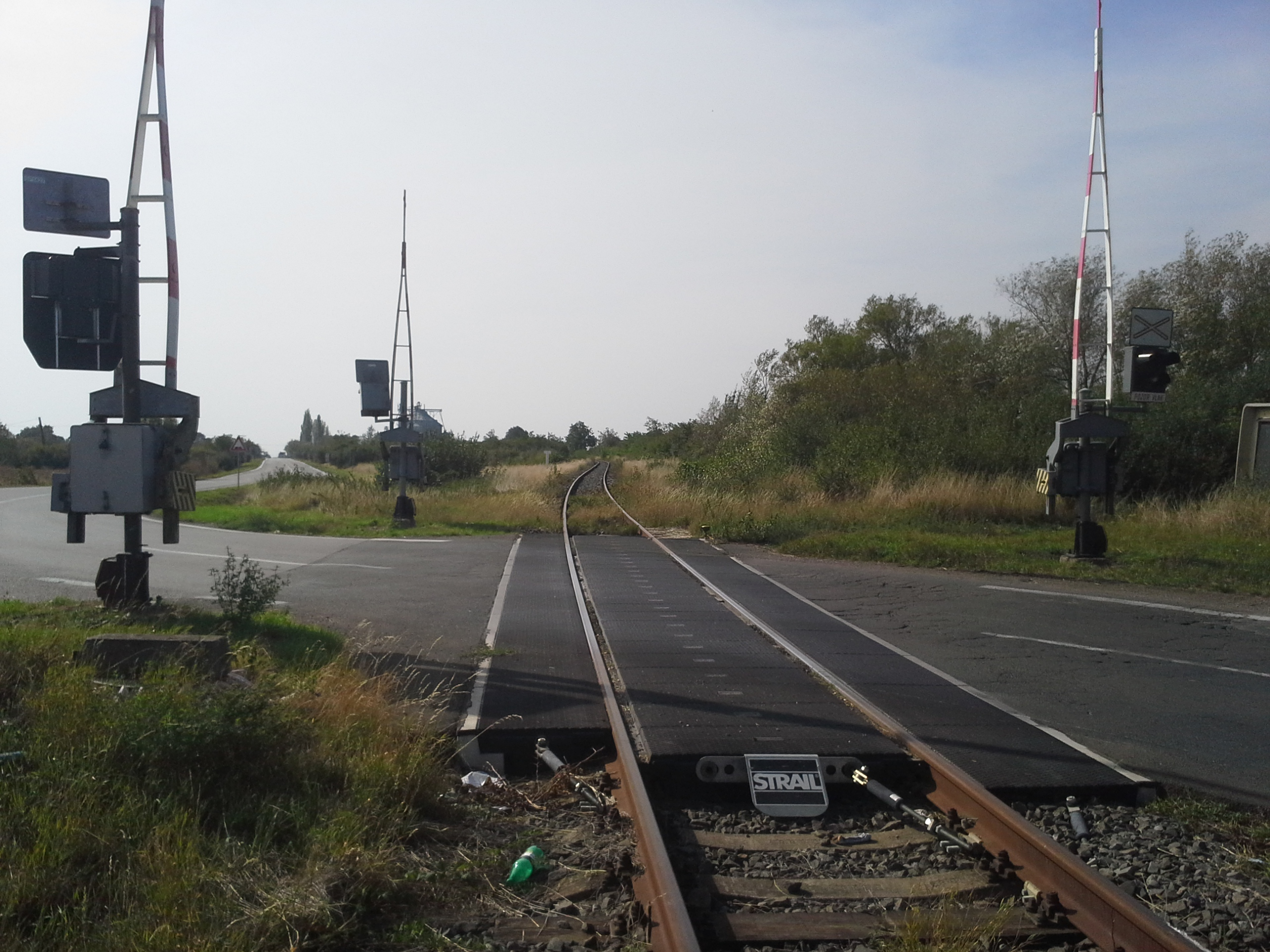
Lijn 192 in Parchovany.

Benevens het recht om de lijn aan te leggen, was er ook de mogelijkheid om de verbinding te verlengen tot Kapušany. Deze kans werd echter niet onmiddellijk benut. De uitbreiding tussen Vranov en Kapušany werd pas in 1943 gerealiseerd.
De eigenlijke constructie van spoorlijn 192 begon vanaf het jaar 1900 en de ceremoniële indienststelling vond plaats op 24 december 1903. De kosten voor de aanleg van het spoor bedroegen 2.000.000 Kronen.
Na de oprichting van de nieuwe staat Tsjecho-Slowakije, namen de Tsjechoslowaakse Staatsspoorwegen (ČSD) de exploitatie over. 
Binnen de gebeurtenissen van de Hongaars-Tsjechoslowaakse oorlog arriveerde in Sečovce (juni 1919) de Hongaarse militaire pantsertrein nummer IV. Deze werd echter geneutraliseerd door de soldaten van het Tsjechoslowaakse 36ste infanterieregiment. Vervolgens werd hij door hen naar de werkplaats van Škoda in Pilsen gevoerd, voor wederopbouw en gebruik door hen zelf.
45 jaar later, tijdens de Tweede Wereldoorlog, werd in 1944 een deel van de infrastructuur van lijn 192 verwoest. Deze werd naderhand hersteld, en bovendien werd in Dvorianky een goederenstation opgebouwd.
Als gevolg van de Fluwelen Revolutie werd op 1 januari 1993 de route overgedragen aan de nieuw opgerichte Slowaakse Spoorwegen (ŽSR).

## Treindienst

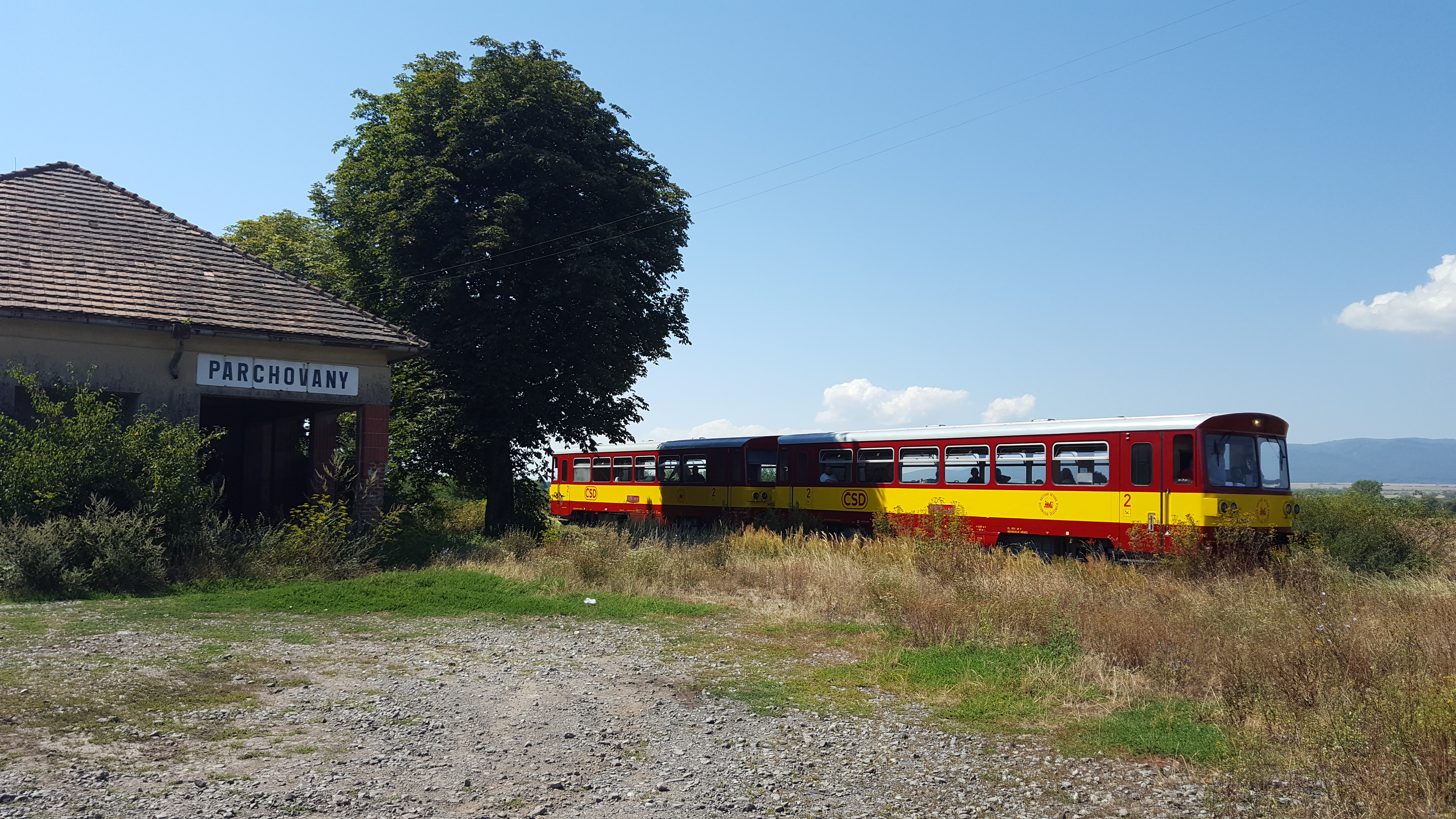
Toeristische trein van de Kinderspoorweg (Košice) tijdens een stilstand in Parchovany.

Gedurende bijna een eeuw deed lijn 192 dienst voor het vervoer van reizigers en goederen. 
Vanaf 1990 verminderde het spoorvervoer ingevolge de groei van het wegvervoer. Dientengevolge werd -in weerwil van de protesten van de omwonenden- in het begin van 2003 het passagiersvervoer volledig opgeschort. Het goederenverkeer bleef gehandhaafd.
Een aantal historische ritten werd sedertdien georganiseerd met de M 131.1-auto van de Historic Rolling Stock Club van het Haniska-depot (Košice).

## Stations en haltes
De lijn bedient de volgende station (s) en haltes:

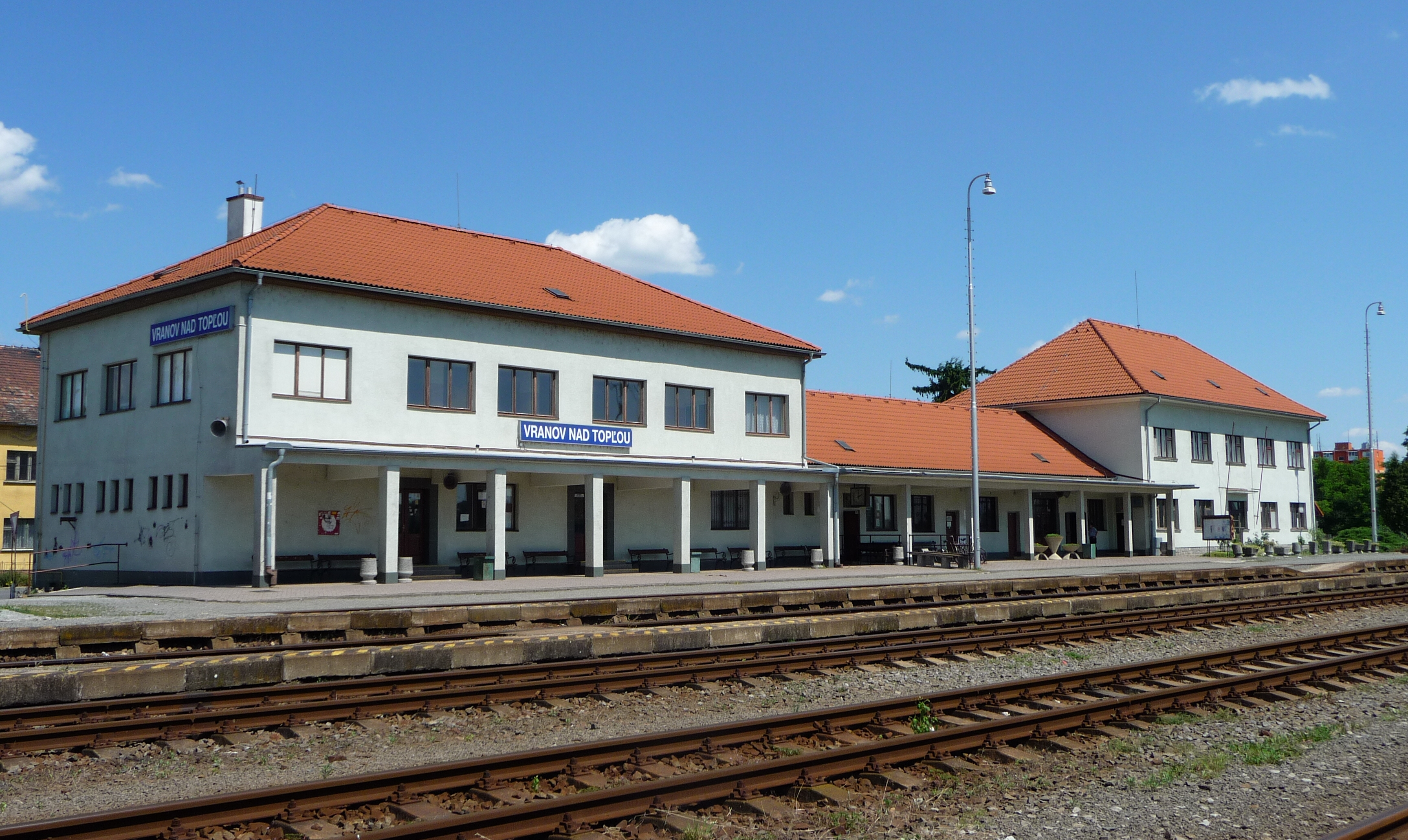
Station Vranov nad Topľou.

- vertakking naar lijn 191 (Michaľany – Łupków)
- Trebišov (s)
  - vertakking naar lijn 190 (Košice – Čierna nad Tisou)
- Trebišov zastávka ("halte")
- Milhostov[1]
- Vojčice
- Sečovce (s)
- Dvorianky
- Parchovany
- Sečovská Polianka (s)
- Sačurov
- Vranov-Ortáše
- Vranov nad Topľou predmestie ("voorstad")
- Vranov nad Topľou (s)
  - vertakking naar lijn 193 (Prešov - Humenné)